# Astiphromma mandibulare
Astiphromma mandibulare là một loài tò vò trong họ Ichneumonidae.